# كلير هولت
كلير هولت (بالإنجليزية: Claire Holt)‏ (مواليد 9 اغسطس 1989) ممثلة أسترالية، اشتهرت بعد أدائها دور
إيما جيلبرت في المسلسل التلفزيون H2O: Just Add Water وفي دور ريبيكا على شبكة سي دبليو التلفزيونية في سلسلة يوميات مصاص دماء .

## روابط خارجية
- كلير هولت على موقع IMDb (الإنجليزية)
- كلير هولت على موقع روتن توميتوز (الإنجليزية)
- كلير هولت على موقع ألو سيني (الفرنسية)
- كلير هولت على موقع أول موفي (الإنجليزية)
- كلير هولت على موقع إن إن دي بي (الإنجليزية)
- كلير هولت على موقع قاعدة بيانات الفيلم (الإنجليزية)
- كلير هولت على موقع كينوبويسك (الروسية)